# لين كاريو
لين كاريو هو مغني وممثل كندي، ولد في 30 سبتمبر 1939 بوينيبيغ في كندا. من الجوائز التي نالها جائزة المسرح العالمي سنة 1970 وجائزة توني عن فئة أفضل ممثل في مسرحية موسيقية ‏ سنة 1979.

## أعمال

### أفلام
- (1977) ليلة موسيقية قصيرة
- (1996) قرار إداري[7]
- (2000) نورمبرغ
- (2002) عن شميدت[8]
- (2004) النافذة السرية[9]
- (2005) أفضل لعبة لعبت على الإطلاق
- (2007) 1408[10]
- (2013) سجناء[11]
- (2015) سبوت لايت[12][13]
- (2018) بامبلبي[14]
- (2018) ديث وش

## جوائز وترشيحات
جوائز
- جائزة المسرح العالمي (1970)
- جائزة توني عن فئة أفضل ممثل في مسرحية موسيقية [الإنجليزية]‏ (1979)

ترشيحات
- جائزة توني عن فئة أفضل ممثل في مسرحية موسيقية [الإنجليزية]‏ (1970)
- جائزة توني عن فئة أفضل ممثل في مسرحية موسيقية [الإنجليزية]‏ (1973)

## وصلات خارجية
- لين كاريو على موقع IMDb (الإنجليزية)
- لين كاريو على موقع ألو سيني (الفرنسية)
- لين كاريو على موقع ميوزك برينز (الإنجليزية)
- لين كاريو على موقع تيرنر كلاسيك موفيز (الإنجليزية)
- لين كاريو على موقع أول موفي (الإنجليزية)
- لين كاريو على موقع قاعدة بيانات برودواي على الإنترنت (الإنجليزية)
- لين كاريو على موقع قاعدة بيانات الأفلام السويدية (السويدية)
- لين كاريو على موقع إن إن دي بي (الإنجليزية)
- لين كاريو على موقع ديسكوغز (الإنجليزية)
- لين كاريو على موقع قاعدة بيانات الفيلم (الإنجليزية)